# 五成
五成（？—前67年），西汉漢宣帝时官员。一作王成，出生地不详。
五成任胶东国相，治绩显著，相传有流民八万余口归附。汉宣帝地节三年（前67年），汉宣帝下诏嘉奖，赐爵关内侯。官秩中二千石，诏书为：「蓋聞有功不賞，有罪不誅，雖唐、虞不能以化天下。今膠東相成，勞來不怠，流民自佔八萬餘口，治有異等之效。其賜成爵關內侯，秩中二千石。」后来没有征召，在官任上病卒。汉宣帝命丞相、御史以政令的得失来問郡國上計長吏守丞，有人说五成偽自增加流民数目，以蒙骗顯賞虛名。

## 延伸阅读
[在维基数据编辑]
 《漢書/卷089》，出自班固《漢書》